# Naval Base Ventura County

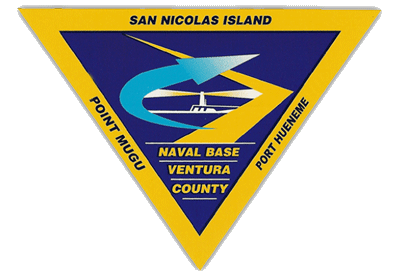
Emblem för Naval Base Ventura County.

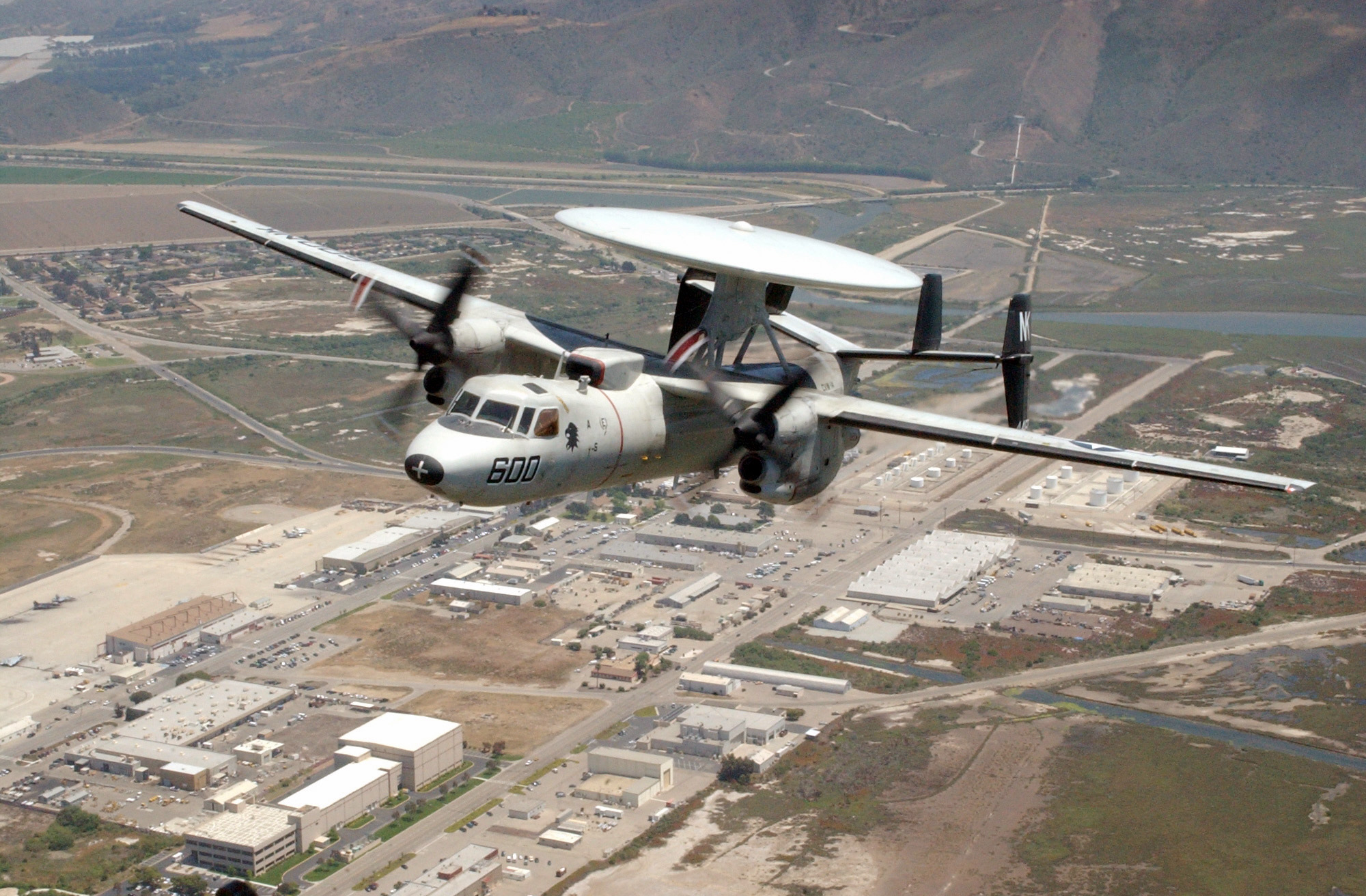
En E-2C Hawkeye flyger ovanför Point Mugu.

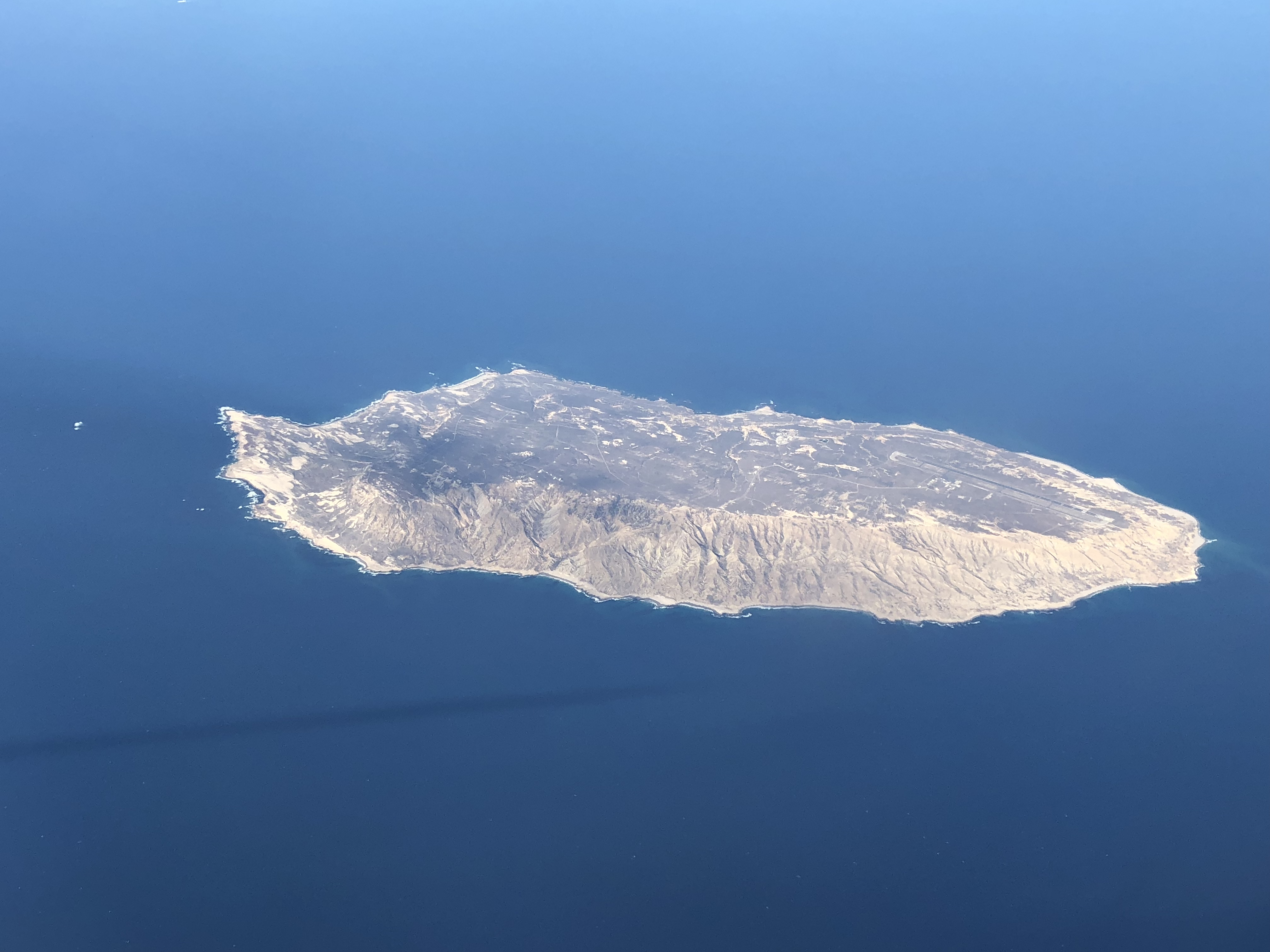
San Nicolas Island.

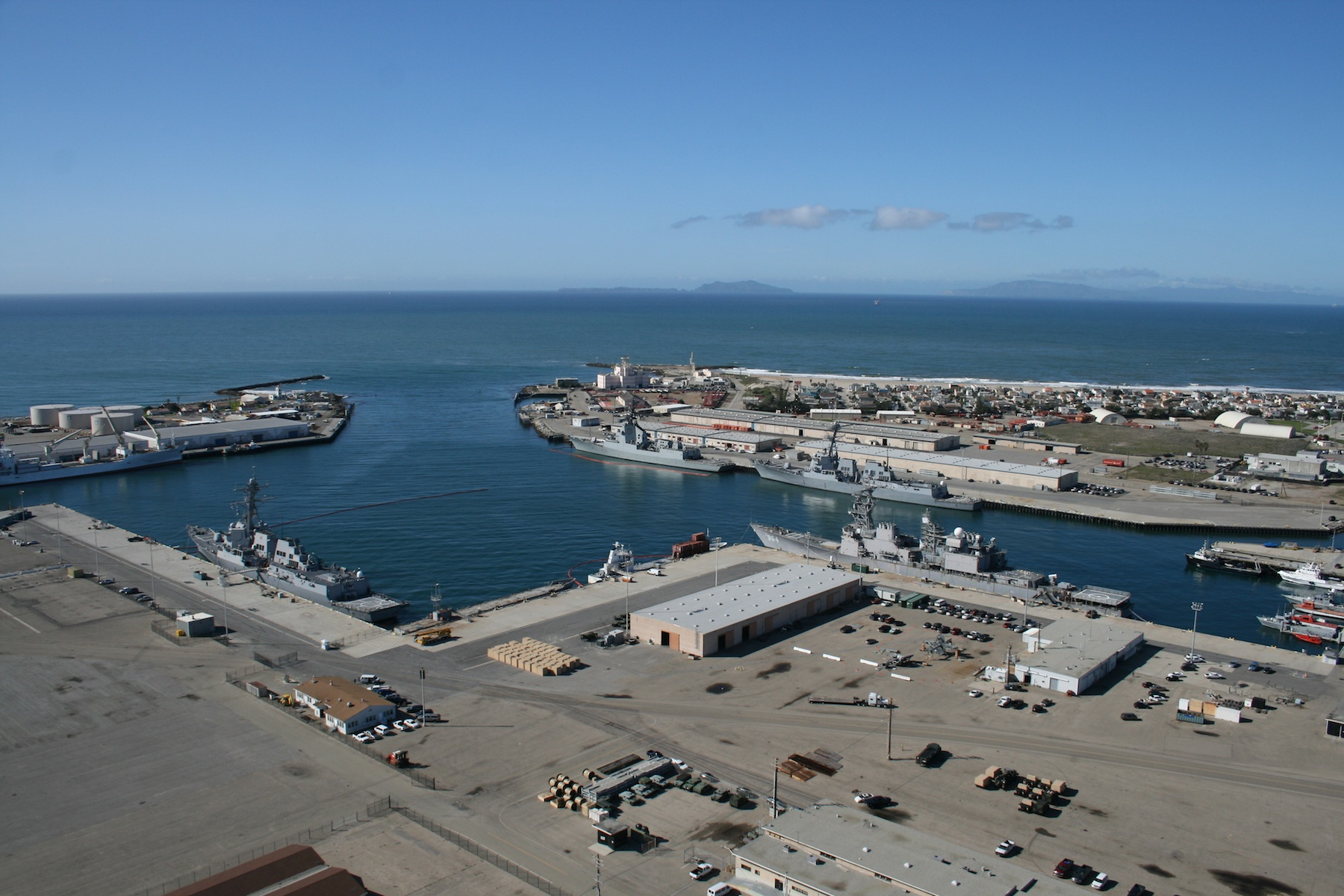
Bild på hamnen vid Port Hueneme, som är den enda djuphamnen mellan Los Angeles och San Francisco.

Naval Base Ventura County (förkortning: NBVC) är en militär anläggning tillhörande USA:s flotta som är belägen kring Oxnard och Port Hueneme i Ventura County nordväst om Los Angeles i Kalifornien.
Basen skapades under år 2000 genom en organisatorisk sammanslagning av flygbasen Naval Air Station Point Mugu (IATA: NTD, ICAO: KNTD, FAA LID: NTD) och Seabees-basen Naval Construction Battalion Center Port Hueneme.

## Naval Air Station Point Mugu
Flygbasen vid Point Mugu upprättades under andra världskriget för provning och utveckling av flottans luftvärn. Till flygbasen hör även ett övningsområde kring den obebodda kanalön San Nicolas som används som skjutfält för vapentester som utförs av förband tillhörande Naval Air Systems Command. Under slutet av 1940-talet gick utvecklingen mot att platsen kom att bli flottans utprovningsanstalt i utvecklandet av jaktrobotar. AIM-7 Sparrow och AIM-54 Phoenix är några av de vapensystem som utvecklades vid Point Mugu under det kalla kriget.
Point Mugu var flygplatsen som användes av Ronald Reagan när han under sitt presidentskap besökte sin ranch i Santa Barbara med Air Force One. Flygfältet användes under 2004 i samband med Reagans statsbegravning, först för transporten till Washington, D.C. och sedan återfärden till Kalifornien och jordfästningen vid hans presidentbibliotek i Simi Valley.
På Point Mugu finns flottan testflygenhet Air Test and Evaluation Squadron 30 (VX-30) som flyger med C-130 Hercules och P-3 Orion, hemmabas för de fyra skvadroner med E-2C Hawkeye som tjänstgör ombord på de hangarfartyg som har San Diego som sin hemmahamn samt för 146th Airlift Wing, ett reservförband tillhörande Kaliforniens flygnationalgarde med C-130J Super Hercules.
Sedan 2016 är kustbevakningens räddningshelikoptrar i Los Angeles-området stationerade vid Point Mugu efter att dessförinnan varit baserade på Los Angeles International Airport.

## Naval Construction Battalion Center Port Hueneme
Port Hueneme (34°09′16″N 119°12′39″V / 34.15444°N 119.21083°V) är basen på USA:s västkust för flottans ingenjörskår, Seabees, sedan 1942. Här finns 3 aktiva byggnadsbataljoner (engelska: Construction Battalions) samt tre i reservstatus. Hamnen som är ansluten till både väg- och järnvägsnätet är den enda djuphamnen som är belägen mellan Los Angeles och San Francisco. Under Koreakriget utgick nästan alla flottans transporter med byggnadsmaterial och förnödenheter genom hamnen i Port Hueneme. 
Port Hueneme är även hemmahamn för flottans Self Defense Test Ship, sedan 2004 en utrangerad jagare av Spruance-klass (USS Paul F. Foster). Fartyget har från 2016 även använts för utprovning av alternativa drivmedel.
Större delen av själva hamnen är uthyrd för civilt bruk.